# أبو إسحاق الحبال
أبو إسحاق الحبال (391 هـ / 1001 - 482 هـ / 1089) إبراهيم بن سعيد النعماني بالولاء - المصري، أبو إسحاق الْحَبَّال. صاحب كتاب وفيات الشيوخ.

## نشأته
هو الحافظ المتقن، أبو إسحاق إبراهيم بن سعيد بن عبد الله النعماني مولاهم، المصري، الكتبي، الوراق، الحبال، الفراء.
من أولاد عبيد القاضي بن النعمان المغربي، العبيدي، الرافضي.
ولد سنة 391 هـ الموافق 1001، وتوفي سنة 482 هـ الموافق 1089.

## مهنته
كان يتجر بالكتب.

## من شيوخه
1. عبد الغني بن سعيد، سمع منه سنة 407هـ، فكان آخر من سمع منه.
2. منير بن أحمد الخشاب
3. الخصيب بن عبد الله
4. أبو سعد الماليني

ولم يرحل في سماع الحديث.
ومع ذلك قال عنه الذهبي: شيوخه يزيدون على 300 شيخ.

## كثرة أصوله
وقد حصل للحبال من الأصول والأجزاء ما لا يوصف كثرة .

## طلابه
1. أبو عبد الله الحميدي
2. إبراهيم بن الحسن العلوي النقيب
3. عبد الكريم بن سوار التككي
4. عطاء بن هبة الله الإخميمي
5. وفاء بن ذبيان النابلسي
6. يوسف بن محمد الأردبيلي
7. محمد بن محمد بن جماهر الطليطلي
8. محمد بن إبراهيم البكري
9. أبو الفتح سلطان بن إبراهيم المقدسي
10. أبو الفضل محمد بن بنان الأنباري
11. أبو بكر محمد بن عبد الباقي قاضي المارستان

وغيرهم.
روى عنه بالإجازة:
1. أبو علي بن سكرة الصدفي.
2. الحافظ محمد بن ناصر.[4]

## ثناء العلماء عليه
قال أبو نصر بن ماكولا: كان الحبال ثقة ثبتاً، ورعاً، خيراً، وذكر أنه مولىً لابن النعمان قاضي القضاة.
وقال السِّلَفي في (مشيخة الرازي): كان الحبال من أهل المعرفة بالحديث، ومن ختم به هذا الشأن بمصر، لقي بمكة جماعة، ولم يحصل أحد في زمانه من الحديث ما حصله هو.
وقال ابن المفضل: انتهت إليه رئاسة الرحلة، وبه اختتم هذا الشأن في قطره، وآخر من حدث عنه - فيما علمت - أبو القاسم عبد الرحمن بن محمد بن منصور الحضرمي بالإجازة، وبقي إلى سنة أربع وخمسين وخمس مائة.
قال ابن طاهر: رأيت الحبال وما رأيت أتقن منه! كان ثبتاً، ثقةً، حافظاً.

## مؤلفاته
- وفيات المصريين.
- حديث أبي موسى الزمن، 20 جزء.
- عوالي سفيان بن عيينة.
- جزء من حديث أبي إسحاق الحبال.